# Joel Miller (pilote automobile)
Pas d'image ? Cliquez ici
Joel Miller (né le 10 mai 1988) à Fontana aux États-Unis est un ancien pilote automobile américain qui a participé à des épreuves d'endurance aux mains de voiture de Grand tourisme ou des Sport-prototype dans des championnats tels que la Rolex Sports Car Series et le WeatherTech SportsCar Championship.

## Palmarès

### Résultats aux24 Heures de Daytona
| Année | Écurie                       | Copilotes                                                 | Voiture         | Classe | Tours | Pos. | Class Pos. |
| ----- | ---------------------------- | --------------------------------------------------------- | --------------- | ------ | ----- | ---- | ---------- |
| 2013  | SpeedSource                  | Tristan Nunez Spencer Pigot Yojiro Terada Tristan Vautier | Mazda 6 GX      | GX     | 33    | Abd. | Abd.       |
| 2014  | SpeedSource                  | Tristan Nunez Tristan Vautier                             | Mazda Prototype | P      | 445   | Abd. | Abd.       |
| 2015  | SpeedSource                  | Tom Long Ben Devlin Sylvain Tremblay                      | Mazda Prototype | P      | 348   | Abd. | Abd.       |
| 2016  | Mazda Motorsports            | Tom Long Ben Devlin                                       | Lola B08/80     | P      | 11    | Abd. | Abd.       |
| 2017  | Mazda Motorsports            | Tom Long James Hinchcliffe                                | Mazda RT24-P    | P      | 462   | Abd. | Abd.       |
| 2018  | Performance Tech Motorsports | James French Kyle Masson (en) Patricio O'Ward             | Oreca 07-Gibson | P      | 796   | 8e   | 8e         |

### Résultats enWeatherTech SportsCar Championship
| Année | Ecurie                       | Châssis           | Moteur                                   | Classe | 1      | 2      | 3     | 4      | 5     | 6      | 7     | 8     | 9     | 10    | 11     | Position | Points |
| ----- | ---------------------------- | ----------------- | ---------------------------------------- | ------ | ------ | ------ | ----- | ------ | ----- | ------ | ----- | ----- | ----- | ----- | ------ | -------- | ------ |
| 2014  | SpeedSource                  | Mazda-Lola B08/80 | Mazda Skyactiv-D 2,2 l Turbo I4 (Diesel) | P      | DAY 13 | SEB 16 | LBH 8 | LGA 12 | BEL 8 | WGL 9  | MOS 6 | IMS 9 | ELK 9 | AUS 9 | ATL 11 | 10e      | 222    |
| 2015  | SpeedSource                  | Mazda-Lola B08/80 | Mazda Skyactiv-D 2,2 l Turbo I4 (Diesel) | P      | DAY 11 | SEB 11 | LBH 7 | LGA 9  | BEL 7 | WGL 5  | MOS 7 | ELK 7 | AUS 9 | ATL 6 |        | 7e       | 241    |
| 2016  | Mazda Motorsports            | Mazda-Lola B12/80 | Mazda MZ-2.0T 2,0 l I4 Turbo             | P      | DAY 13 | SEB 8  | LBH 4 | LGA 8  | BEL 4 | WGL 5  | MOS 5 | ELK 8 | AUS 4 | AUS 6 |        | 6e       | 258    |
| 2017  | Mazda Motorsports            | Mazda RT24-P      | Mazda MZ-2.0T 2,0 l I4 Turbo             | P      | DAY 12 | SEB 8  | LBH 6 | AUS 8  | BEL 3 | WGL 9  | MOS 5 | ELK   | LGA   | ATL   |        | 11e      | 168    |
| 2018  | Performance Tech Motorsports | Oreca 07          | Gibson GK428 4,2 l V8 Atmo               | P      | DAY 8  | SEB    | LBH   | MOH    | BEL   | WGL 14 | MOS   | ELK   | LGA   | ATL   |        | 42e      | 40     |